# Ениджевардарска българска униатска община
 Тази статия е за българската източнокатолическа община в Енидже Вардар.  За българската православна вижте Ениджевардарска българска община.  
Ениджевардарската българска униатска община е гражданско-църковно сдружение на българите униати в Енидже Вардар (Па̀зар), част от Македонския български апостолически викариат.

## История
Движението за Българско възраждане в Енидже Вардар е оглавено от поп Димо, който обаче поради преследване от страна на митрополит Никодим е принуден да приеме униатството през 50-те години на XIX век. Униатското движение в града първоначално е във възход, но скоро заглъхва и повечето български семейства се връщат в православието. Султанският ферман за строеж на униатския храм „Св. св. Петър и Павел“ е издействан в 1859 година от установилия се в града Лазаристки орден за приели унията българи в Енидже Вардар. След смъртта на поп Димо до 1888 година в църквата служи зет му Стоян Мокрев. 
В дописка на вестник „Македония“ от Енидже Вардар от 1867 година по униатския въпрос се казва:
| „ | Долоподписаните соединени Българи жители на Вардарска околия, или на старата Македонска престолнина „Бела“ по турски денеска „Енидже Вардар“ по църковното отделение Воденска епархия... Толко годишното неучение и простота дотолко беше соборила духът на Македонските Българи, щото, като обаяни се пазеха от народни мисли да споменат, колко повеке да примат и да се захванат за народнийт извор. Колко обаче и да беха духом паднати... созидал друга църква Българска, Святих Апостол Петра и Павла, в която първ път са испела служба на народнийт ни язик, и Българско училище, в което пак почна да се предава Кирило-Методиевото наречие... | “ |

В 1894 година в Енидже Вардар има 30-ина униатски семейства. След установяването на викентинките в града и активната им социална дейност, броят на униатите започва да се увеличава. В 1899 година българите униати в града са 320, а според епископ Епифаний в 1904 година броят им е 420. В началото на 1909 година има 25 униатски домакинства, а на следната 1910 г. още 159 домакинсква с чифлиците Киркалово, Тагармишево и Цигарево приемат унията. По данни на секретаря на Българската екзархия Димитър Мишев („La Macédoine et sa Population Chrétienne“) в 1905 година в Йенидже Вардар има 320 българи униати. В града работи прогимназиално българско протестантско училище. В средата на 1910 година българите униати в Енидже Вардар са около 600 души.
В 1908 година католически монахини мисионерки отварят дома „Св. Йосиф“ и училище към него в Енидже Вардар.
След Балканските войни (1912 - 1913) малко униатско ядро остава в Енидже Вардар. На 11 май 1914 г. по време на тържествената служба в чест на Св. св. Кирил и Методий в униатската църква „Св. св. Петър и Павел“ в Енидже Вардар войска и жандармерия от олтара арестуват свещениците Йероним Стамов, Атанас Бабаев и Траян Калинчанов заедно с тримата униатски учители и 22 миряни. 16 от тях начело със свещениците и учителите са затворени в Бер и обвинени в извършване на молебен за цар Фердинанд, служене на църковнославянски, преподаване на български и поддържане на връзки с ВМОРО. След три месеца Стамов е експулсиран в Сърбия, Траян Калинчинов е заточен в Солун, а на Бабаев е позволено да се върне в Енидже Вардар. Под силния натиск постепенно местните униати са принудени да сменят народността и вярата си.